# 梧滨站
梧濱站（：／ Obin yeok */?）是京義·中央線沿線的一座地面車站，位於韓國京畿道楊平郡楊平邑梧濱里。

## 車站結構
站體為2面2線側式月台的地面車站，候車月台設有月台幕門。

### 月台配置
| ↑ 我新 |
| \| １  |
| 楊平 ↓ |

| 月台 | 路線                   | 目的地               |
| ---- | ---------------------- | -------------------- |
| 1    | ●首都圈電鐵京義·中央線 | 楊平、龍門方冋       |
| 2    | ●首都圈電鐵京義·中央線 | 回基、龍山、文山方冋 |

## 历史
- 2010年12月21日：开始使用。

## 车站周边
- 杨平植物园

## 相鄰車站
韓國鐵道公社
●首都圈電鐵京義·中央線
中央線緩行
我新（K133）－梧濱（K134）－楊平（K135）